# Воецкое (Барышский район)
Воецкое — село в Барышском районе Ульяновской области. Входит в состав Ленинского городского поселения.

## География
Населённый пункт расположен на реке Барыш в 20 километрах к юго-западу от города Барыш — административного центра района. Расстояние до Ульяновска — 132 километра.

### Часовой пояс
Воецкое, как и вся Ульяновская область, находится в часовой зоне МСК+1. Смещение применяемого времени относительно UTC составляет +4:00.

## История
Люди обосновались на здешних порожних землях в последней четверти XVII-го века. Первопоселенцами были крестьяне боярских детей Ивана Воецкого и Василия Грязева. Спустя сто лет селом одновременно владели статский советник Николай Иванович Обухов, подпоручик Андрей Семёнович Гладков и коллежский советник Андрей Михайлович Ушаков.
В 1745 году прихожанами был построен каменный храм. Престолов в нем два: главный (холодный) — в память Усекновения главы св. прор. Предтечи и Крестителя Господня Иоанна и в приделе (тёплый) — во имя св. великомученика Феодора Стратилата.
В 1780 году, при создании Симбирского наместничества, село Архангельское Воецкое тож, при реке Барыше, однодворцев, помещичьих крестьян, вошло в состав Канадейского уезда. 
В 1859 году село Воецкое, удельных крестьян, по правую сторону Пензенской почтовой дороги, входило в 1-й стан Карсунского уезда Симбирской губернии. 
До 2005 года являлось административным центром и единственным населённым пунктом ныне упразднённого Воецкого сельсовета.

## Население
| 2010 |
| ---- |
| 420  |

Согласно статистическим данным, в 1913 году в селе было 258 дворов, проживало 1606 жителей. Население в 1996 году — 600 человек.

## Достопримечательности
- Памятник воинам, погибшим в годы ВОВ[10].

## Инфраструктура
Село разделено на три улицы: Молодёжная, Советская, Центральная.

## Известные уроженцы и жители
- Братья Михеевы — девять братьев, одновременно сражавшихся на стороне Советского Союза в Великой Отечественной войне, что считается уникальным случаем в мировой военной истории[12].
- Кабанихин Анатолий Васильевич (1919—2001) — гитарист, музыкальный педагог, мастер инструментовки для народных оркестров и ансамблей гитаристов[13].